# تشم سورك وسطي (مقاطعة غيلانغرب)
تشم‌سورك وسطي (بالفارسية: چم‌سورک وسطی) هي قرية تقع في قسم ويجنان الريفي في إيران. يقدر عدد سكانها بـ 119 نسمة .